# Robyn Birch
Robyn Birch (Ashford, 10 de enero de 1994) es una deportista británica que compite en saltos de plataforma. Ganó una medalla de plata en el Campeonato Europeo de Saltos de 2015, en la prueba sinconizada.

## Palmarés internacional
| Campeonato Europeo | Campeonato Europeo | Campeonato Europeo | Campeonato Europeo           |
| Año                | Lugar              | Medalla            | Prueba                       |
| ------------------ | ------------------ | ------------------ | ---------------------------- |
| 2015               | Rostock (Alemania) | Medalla de plata   | Plataforma 10 m sincro mixto |